# Langaha madagascariensis
Langaha madagascariensis (лат.) (возможное русское название — листоносый мадагаскарский уж) — вид змей семейства Pseudoxyrhophiidae. Эндемик, встречается только в тропических тёплых и влажных лиственных лесах Мадагаскара.

## Внешний вид
Тело длиной 1,5—2 м. Ярко выраженный половой диморфизм. Самцы коричневой окраски, самки — серые с тёмными пятнышками. У самцов кончик морды имеет длинную вытянутую форму. У самок нос плоский и очень похож на лист.
Значение удлинённого носа до сих пор не выявлено. Возможно, этот отросток играет роль в брачных играх и ухаживании змей в период спаривания. Некоторые специалисты считают, что нос помогает детёнышам змей выбираться из яйца. Также есть мнение, что это — инструмент мимикрии. С длинным носом и определённым стилем «висения» на ветке дерева листоносый мадагаскарский уж похож на стручки ванили, повсеместно растущей на Мадагаскаре.

## Образ жизни
Активен в основном ночью и в сумерках. Основную часть времени уж проводит на деревьях, где, затаившись среди ветвей, выжидает появления добычи. Змея — прекрасный мастер маскировки. Благодаря коричневой и серой окраске, её практически невозможно рассмотреть среди ветвей.
Яйцекладущая змея, в кладке от 5 до 11 яиц.
Змея ядовита. С помощью отравленных клыков она охотится на мелких животных: птиц, лягушек, ящериц, грызунов — они составляют основу её рациона. Для человека эта змея особой угрозы не несёт: в худшем случае, после укуса на месте раны может появиться отёчность, и будет ощущаться боль; симптомы пройдут через 4-6 часов. К тому же, змея совсем не агрессивна, в момент опасности она скорее отступит, чем нападёт.